# Chalcotropis luceroi
Chalcotropis luceroi är en spindelart som beskrevs av Barrion, Litsinger 1995. Chalcotropis luceroi ingår i släktet Chalcotropis och familjen hoppspindlar. Inga underarter finns listade i Catalogue of Life.